# Idioma ngawun
EL idioma ngawun es un idioma extinto de las lenguas mayábicas hablado antiguamente en la Península del cabo York de Queensland, Australia, por los pueblos wunumara y ngawun. El último hablante del idioma fue Cherry O'Keefe (o Tjapun en el idioma) que murió de neumonía el 24 de agosto de 1977.
Se desconoce la etimología del nombre Ngawun.
El Wanamarra (también conocido como "Maykulan" y "Wunumura)" se hablaba en el Noroeste de Queensland. La región lingüística incluye áreas dentro de Shire of McKinlay, Shire of Cloncurry y Shire of Richmond, incluida el área de Flinders River, y las ciudades de Kynuna y Richmond.